# ガムラスタン

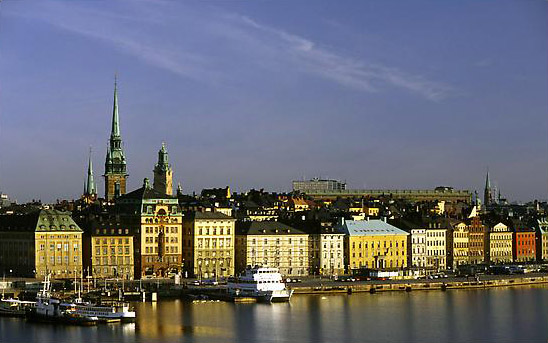
ガムラスタン東岸Skeppsbronの朝

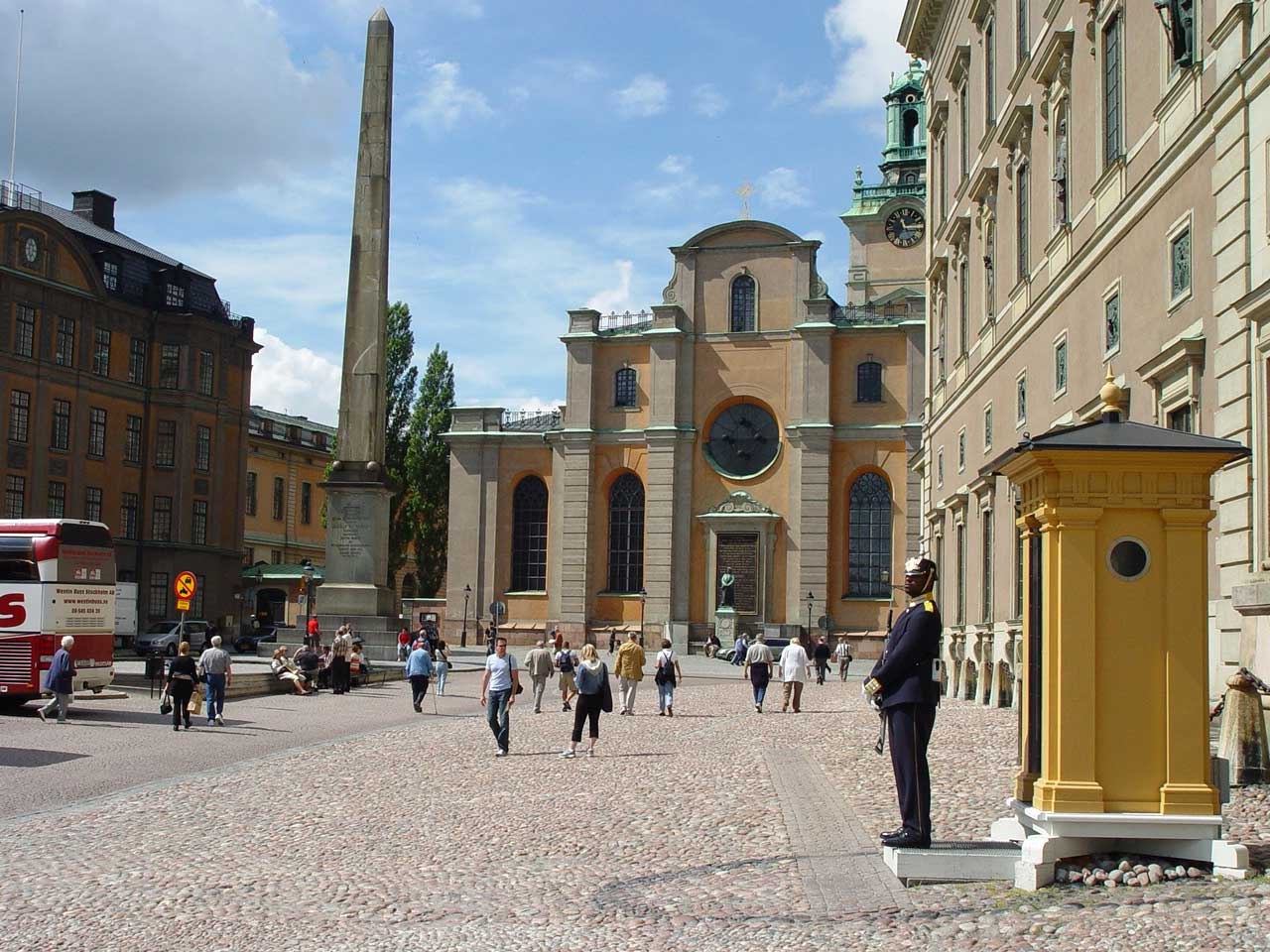
正面：ストックホルム大聖堂　右：王宮

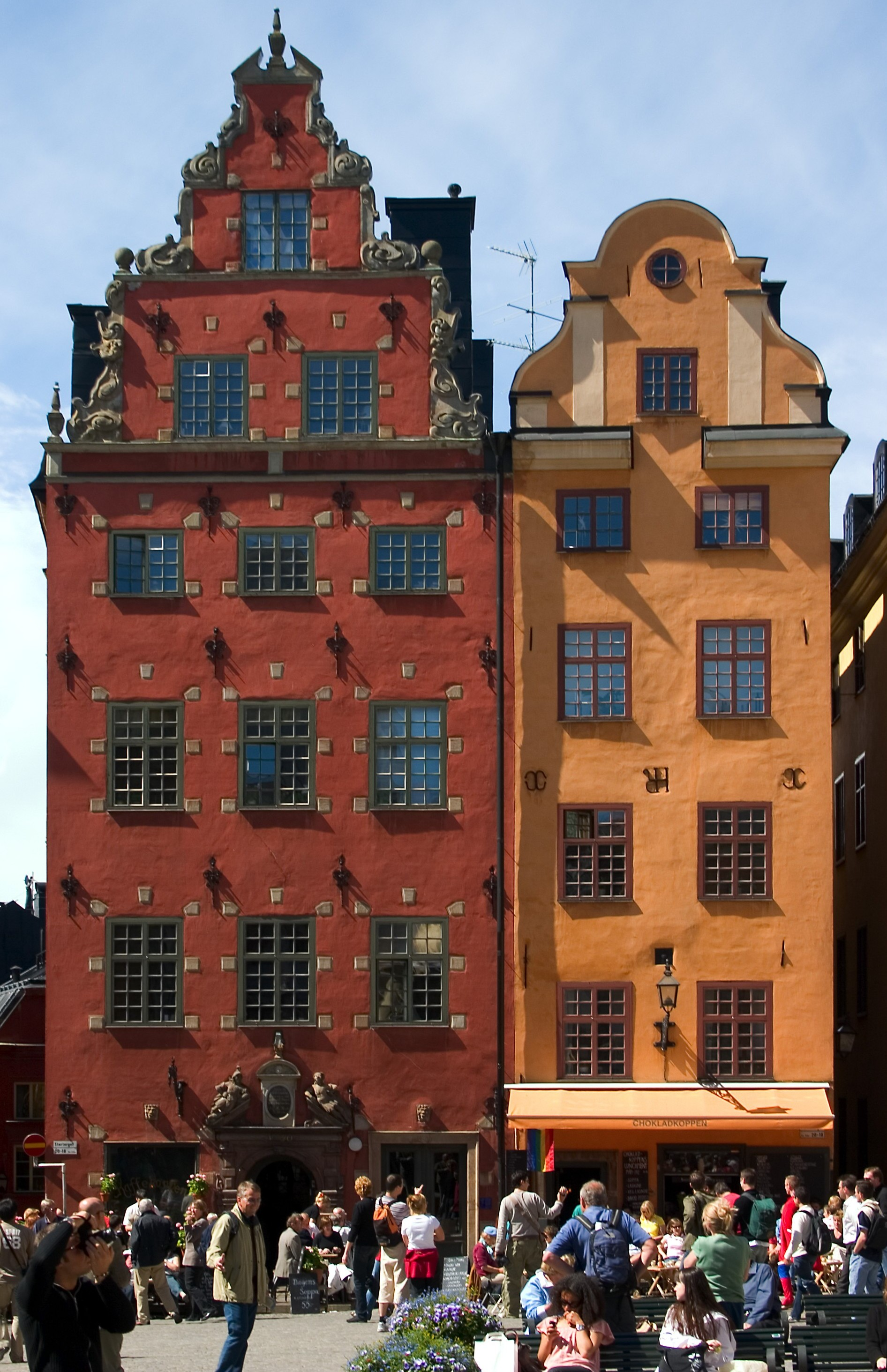
大広場に面した建物群

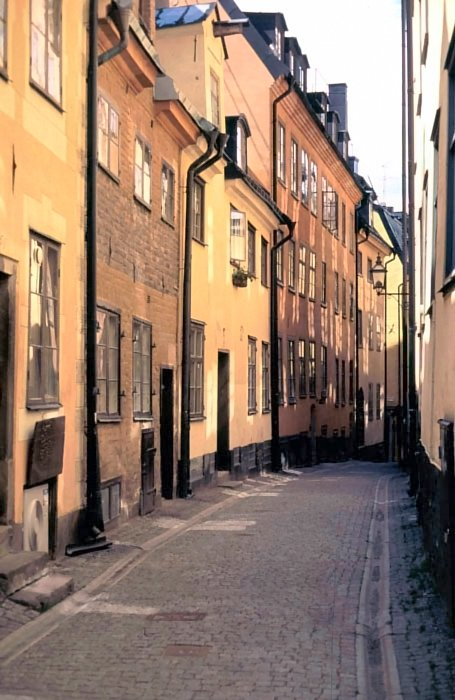
古い公道の一つPrästgatan

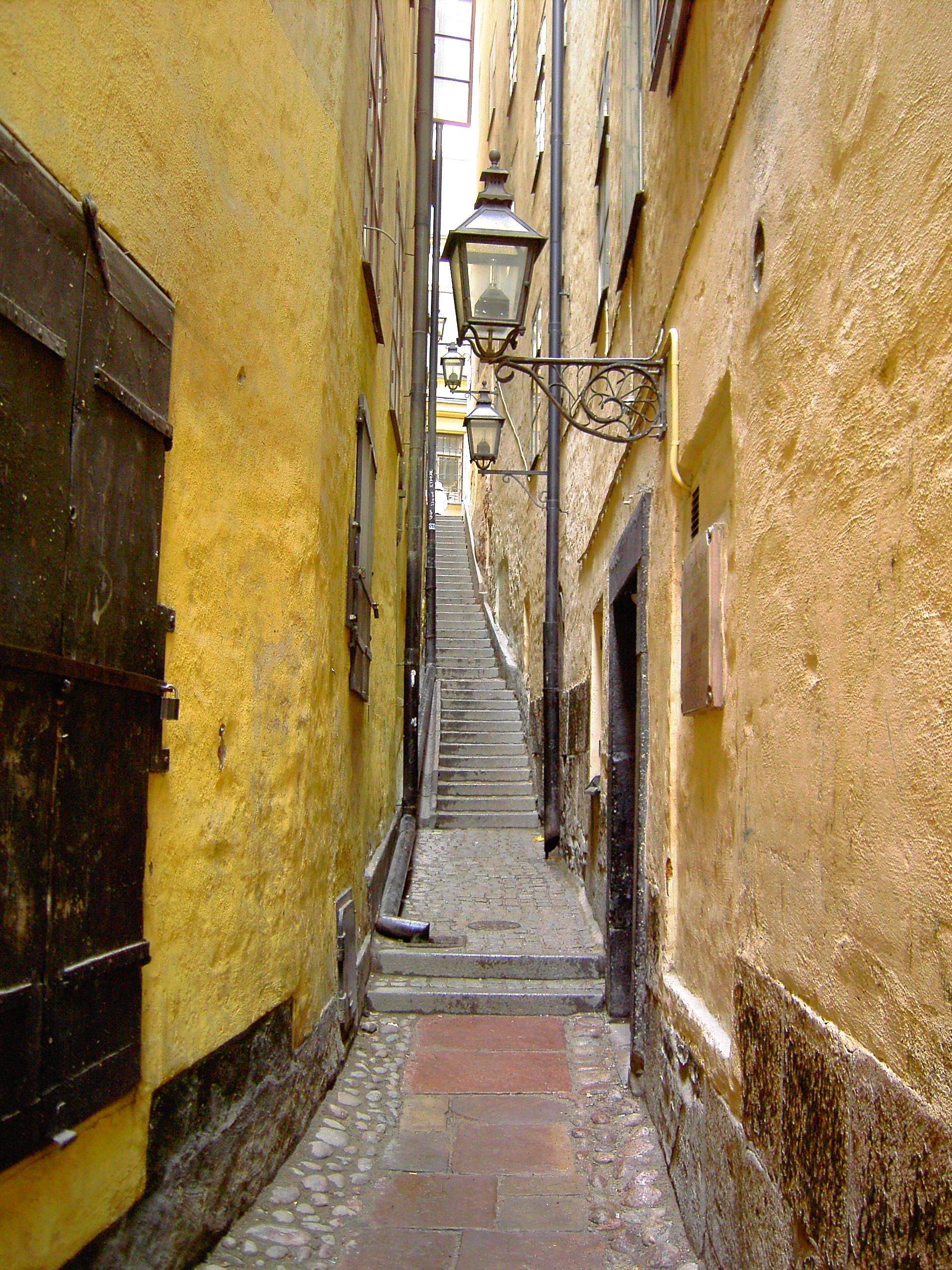
幅1メートル以下の市内で最も狭い小路Mårten Trotzigs Gränd

ガムラスタン  (Gamla stan) はスウェーデン・ストックホルムの旧市街で、スターズホルメン島を占めている。『古い街』を意味し、他に「橋の間の街」（Staden mellan broarna）と呼ばれることもある。
スターズホルメン島は徒歩で一時間もあれば一周できる広さである。島の周囲にある小島リッダルスホルメン、ヘルゲアンズホルメン、ストレンスボリも公式には含まれるが、一般的にはガムラスタンの一部とは認識されていない。
街の発祥は13世紀に遡る。中世の小路、玉石敷きの通り、古風な建築が保存されている。北ゲルマン建築が、旧市街建設に強い影響を与えている。古い中央部を挟んでヴェステルロンガータンとエステルロンガータン（西/東の長い通り）が通っている。

## 名称
19世紀半ばまで、ガムラスタンは単にsjälva staden （街そのもの）と称され、周辺地域はほとんどが田舎の特徴を持つとしてmalmarna（隆起、うねという意味）と称されていた。地図上と文学では19世紀半ばから、『橋の間の都市』という意味のstaden mellan broarnaまたは『橋の中の都市』 staden inom broarnaと呼ばれ、その名は1980年まで公式に残っていた。1934年からヘルゲアンズホルメン島とストレンスボリ島が含まれた。
ガムラスタンの名は20世紀初頭に使われ始め、次第に日常的に使用されていった。1980年に公式名となった。

## 現在の地理
ガムラスタン北部にはストックホルム宮殿が立地している。以前にあったトレ・クロノル城が火事で損傷した後、18世紀にスウェーデン・バロック様式で王宮が建設された。近くにあるストックホルム大聖堂とリッダーホルム教会はスウェーデン王室と関係の深い教会である。ストックホルム大聖堂には「聖ゲオルギオス像」（ベルント・ノートケの彫刻）がある。リッダーホルム教会は王室の菩提寺で、歴代君主が埋葬されている。
ガムラスタン中央部には大広場があり、ストックホルム証券取引所（現在のノーベル博物館）や古い商館が広場を囲んで立っている。この広場は1520年11月に起きたストックホルムの血浴の舞台となり、多くのスウェーデン貴族らが虐殺された場所である。名称に反して非常に小さな広場である。
Bollhustäppan広場は王宮の南側にあり、西側はストックホルム大聖堂に面している。ここにはスウェーデン最小の像の一つという鉄製の少年像がある。エステルロンガータン（Österlånggatan）には、1722年から営業しているというレストランDen gyldene fredenがある。世界で最も古いレストランとして知られ、ギネスブックによると内装も変えていないという。

## 歴史

### 先史時代
ストックホルムは、Agnefitと呼ばれた住所から、神話に源を発している。第2要素のfitとは『湿潤な草地』を意味し、おそらく今日のスターズホルメンの西岸にはそれがあったのだろう（当時の草地のあった確実な場所については議論がされる）。  
第1の要素Agneとは、アイスランド人の歴史家スノーリ・ストゥールソン（1178年-1241年）の説明によると伝説の中の王アグネに由来するという（数人の歴史家によれば紀元4世紀頃の人物であるという）。彼はフィンランドを侵略した後に、この地に軍を野営させた。
彼は負かした相手であるフィンランド首長の娘スキャルフ（Skjalf）と結婚することにした。しかし若い娘は策を弄し、結婚の宴に出席した客たちが泥酔してしまい、アグネがしらふのまま眠ってしまった。スキャルフはアグネの金の首飾りで彼の首を絞め、逃亡した。
この伝説の信憑性について議論がされている。1978年から1980年にかけヘルゲランズホルメンで発見された丸太を年輪年代学検査にかけたところ、これらの木が切り出されたのは970年から1020年にかけてで、これらの木はたぶん市全体の名前ストックホルム（丸太の小島、という意味）の由来となったというものである。

### 中世

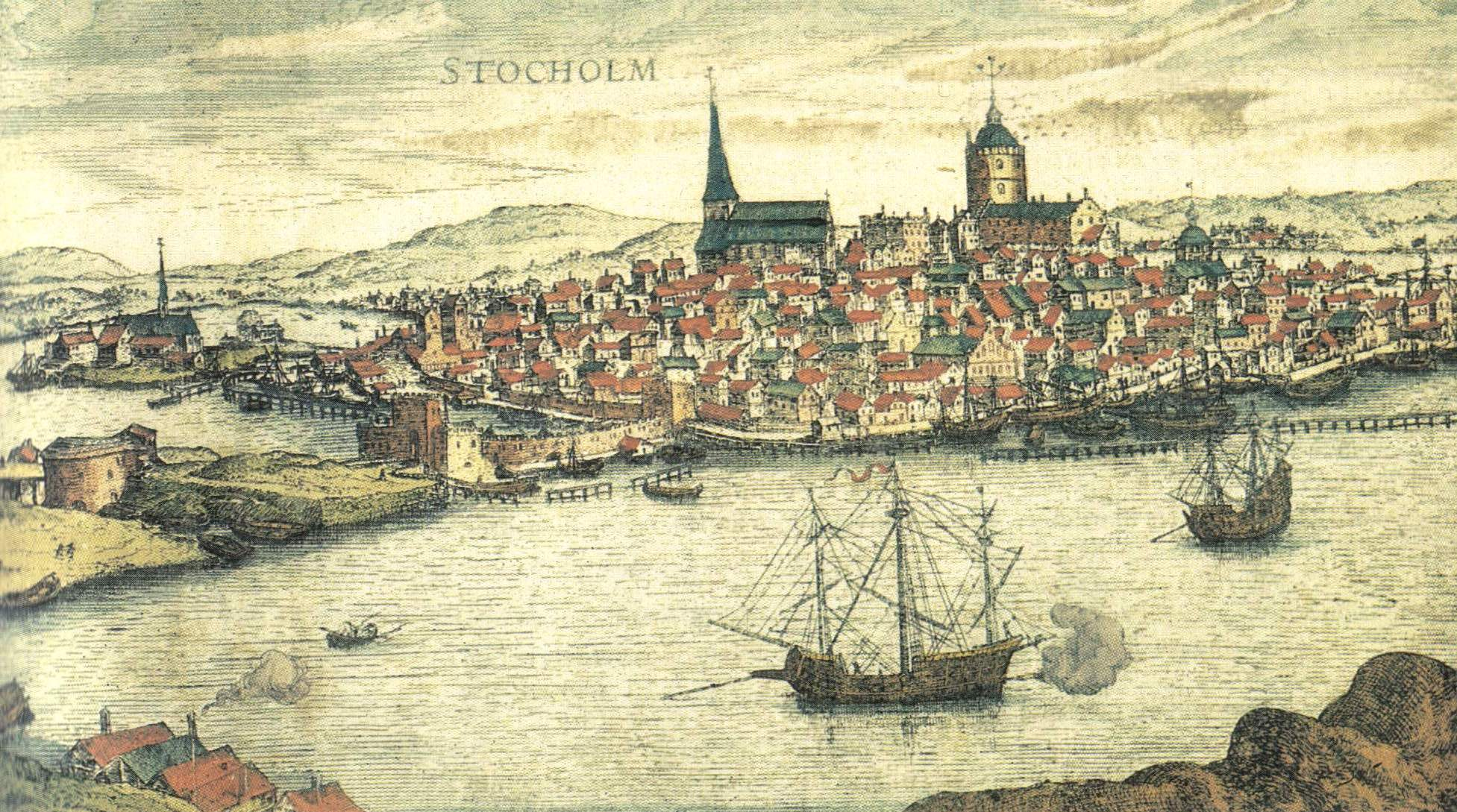
1560年代のストックホルム南門

原型となった壁で囲まれた都市は、二つの長い通りヴェステルロンガータンとエステルロンガータン（西/東の長い通り、という意味）に挟まれた旧市街の小高い地域だけを取り巻いていた。通りは、この時代の海岸線と東西の城壁に挟まれていた。東壁は二つの防御塔の間を通っていた。北側の塔はトレ・クロノル城となり、1697年の大火で破壊された。南側の塔は何の考古学的痕跡も見つからないが、マグヌス4世（1316年-1377年）による「黒衣の托鉢修道会」があったことが知られている。修道院の場所については議論されているが、イェルントルゲット広場の北、プレストガータンの南にあったという。
中世の都市の中心には、定期市と唯一の教会があった。市場の開かれる広場は現在のものより小さく、15世紀初頭の火事によって拡張され、すぐに目立つ建物で囲まれ、現在の公共の大広場へと発展した。広場はストックホルム証券取引所の南側にある。ストックホルムの拡大期に手本としたのは南のリューベックのような都市ではないかという議論がされている。城門は全ての中世の要塞の中で、明かな弱点であった。中世のストックホルムには、おそらく3つか4つの狭い門が開いていたといわれる。東壁には門が一つあり、海岸へ向かっていた。宮殿周囲はサンデン（Sanden、砂という意味）と呼ばれた開けた場所で、意識的に防御用としてあった。14世紀に入ると都市の人口過剰状態が始まり、城壁外の岸辺に新たな建物が建った。徐々に岸に沿った橋の狭間は物置や倉庫で埋まり、狭い小路で区切って区画を延長して、現在の旧市街の特徴が生み出された。

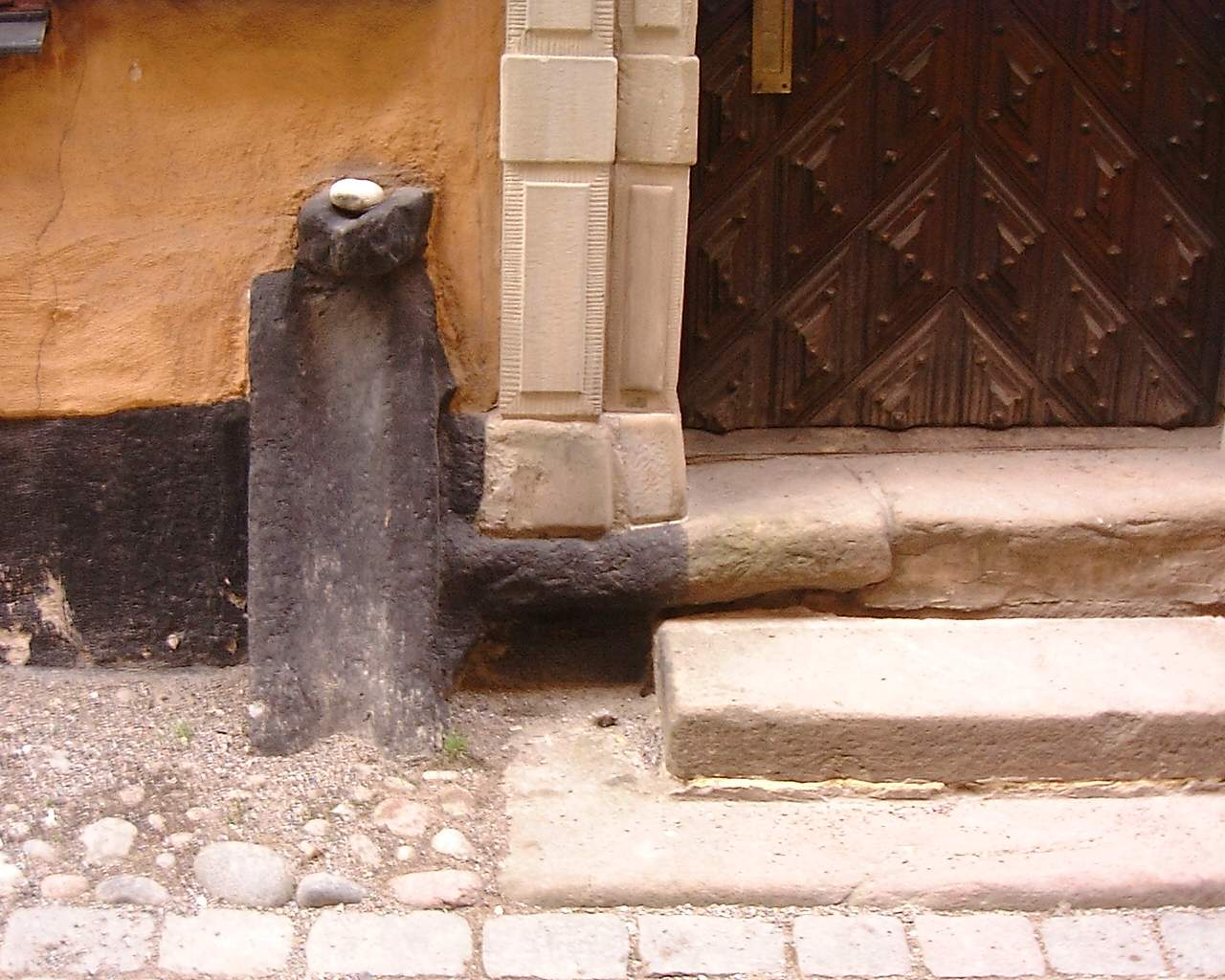
中世の下水管トルンバ

いくつかの中世の通りは、現在の通りの下3メートルに埋まっていることがわかった。考古学調査で発見された古い通りは木で覆われ、最も古い物は1250年から1300年にかけてのもので三層もの木で覆われていた。14世紀後半に通りは石で覆われ始めた。通りの掃除は明らかにこの時代から改良された。汚水と残飯はしばしば容易に小路にぶちまけられ、時には隙間を通して目的のために独占的に使用された。中世の地下の木製管状物と地下室がストックホルム各所で見つかっており、これらはヴィスビーやベルゲンのものを手本とした下水溝であった。勾配のある小路ではたやすく設置できたと思われる。多くの公的通知がむなしくも、周辺の水を汚したりする習慣や城壁内で動物を飼うのを制限することができなかった。中世の終わりまでは下水溝を週に二度掃除することが命じられず、トイレの設置が近所や公道で禁止されなかった。公衆トイレは街の中央部にあってflugmöten（ハエの集まるところ、という意味）の名前で知られ、19世紀に入ると多くの虫が飛んで空が暗くなったという。
現在の小路は、ぼんやりとした中世都市の閃光、建物の切妻と張り出し窓が通りに面しているのが見えるのみである。長い夜の続く冬には、街はかがり火を除いては全くの闇の世界となる。

### 近代
考古学ではガムラスタンにある370の不動産について不完全な立証しかされていなかったが、近頃ボランティアの手によって多くの建物が17世紀から18世紀にかけてのもので、300年前に遡ることができるとわかった。
19世紀半ばから20世紀半ばまで、ガムラスタンはスラムとみなされ、歴史的建造物の多くは荒れるがままに放置されていた。第二次世界大戦後すぐに、5つの小路とともに数ブロックの地帯がスウェーデン議会によって拡張工事のために破壊された。
1980年代以降、ガムラスタンは中世の町並みやルネサンス建築、後世の付け足しが魅力となって、多くの観光客を惹きつけている。